# Бистрянка (притока Бельбека)
Бистрянка, також Ураус-Дереси (крим. Uraus Deresı), Пелагос — невелика річка гірського масиву Криму в Україні, у Бахчисарайському районі Автономної Республіки Крим. Ліва притока Бельбек (басейн Чорного моря).

## Опис
Довжина річки 15,4 км, площа басейну водозбору 42,3  км², похил річки 41,4 м/км.

## Розташування
Бере початок біля підніжжя села Мангупа, біля села Коджа-Сала, там же зліва річка приймає яр Ураусу-Дереса. Впадає в Бельбек південніше села Танкове.

## Цікаві факти
- Річка утворює невелику, дуже мальовничу і родючу, Каралезськой долину, прокладену в верхньокрейдяних вапняках внутрішньої гряди Кримських гір, зі скелястими бортами, найвідоміші з яких — пам'ятник природи регіонального значення Каралезські сфінкси (Узун-Тарла) біля села Красний Мак[2].

- Вперше згадується в 1794 році, як струмок Сук-Чесме, який впадає в Бельбек, або Філегус, як називають її кримські татари, і Пелагос, як кажуть греки у праці Петра Палласа «Спостереження, зроблені під час подорожі по південних намісництва Російської держави»[3].